# Дом Фасций
Дом Фасций (итал. Casa del Fasсio), также известный как Palazzo Terragni — здание, располагающееся в северо-итальянском городе Комо, представляющее собой один из признанных шедевров рациональной архитектуры.

## История
Строительство здания финансировал текстильный предприниматель Родольфо Бернокки, а его проектированием занимался итальянский архитектор Джузеппе Терраньи. Строительство здания было начато в 1932 году и завершилось в 1936 году. Первый, более традиционный, проект был реализован ещё в 1928 году.
Первоначально здание являлось штаб квартирой националистической партии Италии, а с 1957 года и по настоящее время является штаб-квартирой провинциального отделения налоговой милиции. Также в этом здании находится небольшой музей 6-го легиона налоговой милиции.
Здание имеет форму большого прямоугольного параллелепипеда: длина каждой стороны — 33,20 метра, высота — 16,6 метра. Пространство здания организовано посредством чередования «пустых» (прозрачных) и «наполненных» (монументальных) частей. Так достигается эффект игры светотеней при попадании лучей солнца внутрь здания через стеклянную крышу. Гармоничность архитектурного ансамбля достигается за счет создания параллельных и ортогональных линий, которые геометрически выстраивают внутреннее пространство здания.
Монументальное по своему характеру здание диссонирует с окружающим его ландшафтом и городскими застройками: соседними по отношению к нему являются гора Брунате, общественный театр и Кафедральный собор г. Комо.
Для строительства здания использовались следующие материалы: мрамор из области Botticino, стеклоблоки, стекло и металлические сплавы. Во внутренней отделке использовался мрамор Trani и чёрный мрамор Бельгии.
Первоначально интерьер и экстерьер были украшены красочными бетонными панелями с абстрактной живописью Марио Радиче, которые на сегодняшний день утеряны.

## Современное состояние: MAARC
MAARС (Museo virtuale astrattismo e architettura razionalista Como) — проект виртуального музея рационалистической архитектуры в г. Комо, созданный в 2013 году, с целью продвижения и популяризации знаний об абстрактной живописи и рациональной архитектуре г. Комо.
В 2016—2017 гг. проект MAARC стал активно заниматься продвижением идеи о необходимости юридического признания Palazzo Terragni объектом культурного и исторического наследия и создания на его платформе музея Рациональной Архитектуры и Абстрактной живописи г. Комо. Об этом свидетельствует активность группы MAARC в Facebook, заголовки в местной прессе, петиция на Change.org, которую на данный момент подписали более 6000 человек.
Ассоциация MAARC также регулярно проводит конференции и лекции, посвященные рациональной архитектуре и абстрактной живописи.
В 2016 году они организовали конференцию «Илья Голосов / Джузеппе Терраньи. Художественный авангард: Москва — Комо, 1920—1940». В ней приняли участие различные спикеры, среди которых Анна Броновицкая, директор по исследованиям Института модернизма и преподаватель Школы МАРШ, Анна Вяземцева, старший научный сотрудник НИИТИАГ и постдокторант Университета Инсубрии Комо-Варезе, и Сергей Куликов, историк архитектуры, независимый куратор, член АИС.
Целью этой конференции было открытое обсуждение не только истоков рациональной архитектуры в её связи с советским конструктивизмом, но и обсуждение проблем, связанных с современным состоянием рациональной архитектуры в Италии. Эта тема в Италии до сих пор плохо изучена, существует огромное количество лакун и темных пятен, которые образовались вследствие того, что она развивалась в исторической ситуации фашизма. Другой целью этой конференции было привлечь внимание общественности к намерениям ассоциации MAARC превратить Каза-дель-Фашо в музей рациональной архитектуры и абстрактной живописи.

Эта история выглядит очень остро: с одной стороны, замалчивание, отражающее сложность проблемы обращения с периодом фашизма даже по прошествии десятилетий, с другой — легкое превращение не менявшего по сути своей функции сооружения тоталитарного режима в художественный музей. Административное здание, сначала — местный отдел фашистской партии, потом — налоговая инспекция, вдруг откроет свои двери уже как приятное общественное пространство для экспозиции современного искусства. Это вопрос — ещё об отношении к наследию.

Это особенно интересно, потому что немцы только сейчас планируют убрать кусты перед «Домом искусства» в Мюнхене, о которых любил рассуждать Рем Колхас, так как они проработали свое прошлое и теперь чувствуют, что можно использовать сооружение нацистского режима согласно его функции без всяких экивоков. А в Италии не было никакого официального, масштабного осуждения фашизма. — https://archi.ru/world/71906/kolebanie-istoricheskoi-distancii